# خط احتياطي مزدوج
الخط الاحتياطي المزدوج هو مصطلح تجاري يستخدم في المؤسسات والاستثمارات ذات المسئولية الاجتماعية.
في حين أن كل الشركات لديها خط احتياطي تقليدي لقياس أدائها المالي - أي الأرباح أو الخسائر المالية - فإن الشركات التي ترمي إلى استخدام خط احتياطي ثانٍ تهدف إلى قياس أدائها فيما يتعلق بالتأثير الاجتماعي الإيجابي. ويمكن تطبيق منهجية الخط الاحتياطي المزدوج على منظمات القطاعين العام والخاص. ويمكن رؤية تطبيق متميز لذلك في كتاب برنارديز (2009) (Bernardez, M. (2009). Minding the Business of Business: Tools and Models to Design and Measure Wealth Creation (الاهتمام بأعمال الشركات: الأدوات والنماذج المستخدمة لتصميم وقياس تكوين الثروة). Performance Improvement Quarterly (تحسين الأداء بشكل فصلي). 22(2) ص.17–72) وكتاب الآخر الذي يشتمل على التخطيط الإستراتيجي على المستوى الكبير لـ "كاوفمان" (Kaufman) (Kaufman, R. (2006). Change, Choices, and Consequences: A Guide to Mega Thinking and Planning (التغيير والخيارات والنتائج: دليل التخطيط والتفكير على المستوى الكبير). أمهرست، ماساتشوستس. مطبعة HRD Press Inc. لـ Refinor في الأرجنتين، معهد سنورا للتكنولوجيا، ومؤخرًا للقيام بالتخطيط الإستراتيجي لإجراء عملية تحويل لمدينة كولن في بنما، برنارديز إم (2005). Achieving Business Success by Developing Clients and Community: Lessons from Leading Companies, Emerging Economies and a Nine Year Case Study (تحقيق نجاح الشركات عن طريق تطوير العملاء والمجتمع: دروس من شركات رائدة واقتصاديات ناشئة ودراسة حالة استمرت تسعة أعوام". Performance Improvement Quarterly (تحسين الأداء بشكل فصلي)، المجلد 18، العدد 3 ص. 37–55.)
تقوم الشركات، الصغيرة منها والكبيرة على حد سواء، بشكل متزايد بتضمين إستراتيجية «تسويق القضايا» كوسيلة لتمييز أنفسها عن الشركات المنافسة لها. ويسمح الاستخدام المتزايد لوسائل الإعلام الاجتماعية بعمليات الترويج «لهذه الشركات التي تدعم قضية معينة» من أجل التوسع بشكل سريع، حيث إن الأشخاص الذين يدعمون قضية ما يقومون بكل سهولة «بمشاركة» المعلومات مع أصدقائهم.
ومن بين أمثلة حملات الخط الاحتياطي المزدوج حملة «عيش حياة جديدة» من شركة بيبسي [refresheverything.com] ومسابقة الترويج لمستقبل أفضل في كولورو [facebook.com/clorox]، حيث تمنح كل شركة الأموال للقضايا التي يقدمها المواطنون العاديون الذين يحاولون تحويل العالم إلى مكان أفضل ويصوتون عليها.
ومن خلال القيام بأشياء تتسم بالمسئولية الاجتماعية، فإنهم يستفيدون كذلك بطريقة تعمل على زيادة العائد على الاستثمار (ROI) الخاص بتلك الشركات. كما يسمح ذلك أيضًا لتلك الشركات ببناء قاعدة عملاء أكثر ولاءً للشركة، وهو ما يطلق عليه البعض اسم «القبيلة القوية»، داخليًا وخارجيًا على حد سواء. ووفقًا لخبيرة الإستراتيجيات التسويقية جينا كار، «هذه الإستراتيجية هي الإستراتيجية المُميزة للشركات في القرن الحادي والعشرين».
وهناك صياغة أخرى هي القيمة المختلطة التي صدرت عن جيد إيميرسون أحد القادة في مجال العائد الاجتماعي على الاستثمار أو SROI.  وهي صياغة تحاول الخروج من طريقة التفكير الثنائية للخط الاحتياطي المزدوج.

## وصلات خارجية
- National Association of Socially Responsible Organizations
- Catalyst Fund Management and Research
- Socialinvestments.com